# Russische militaire begraafplaats in Spremberg
De Russische militaire begraafplaats in Spremberg is een militaire begraafplaats in Brandenburg, Duitsland. Op de begraafplaats liggen omgekomen Russische militairen uit de Tweede Wereldoorlog.

## Begraafplaats
Vrijwel alle militairen kwamen aan het einde van de oorlog om het leven. De begraafplaats bevindt zich op de Georgenberg en bevat, naast de regulieren graven, een centraal gelegen monument, dat herinnert aan de slachtoffers. Er liggen 361 omgekomen militairen.